# Medankarya
Medankarya is een bestuurslaag in het regentschap Karawang van de provincie West-Java, Indonesië. Medankarya telt 5059 inwoners (volkstelling 2010).